# 德马·科瓦连科
高維蘭高（Dmytro Kovalenko），1977年8月28日生于烏克蘭基輔职业足球运动员，现效力于美國職業足球大聯盟球会洛杉磯銀河。